# Beatrice Fairfax
Beatrice Fairfax foi um seriado estadunidense da época do cinema mudo, produzido pelo Whartons Studio, dirigido por Leopold Wharton, Theodore Wharton e Joseph A. Golden em 1916.
Lançado em 15 capítulos, apresenta a personagem "Beatrice Fairfax", inspirada na popular coluna de aconselhamento de jornal Ask Beatrice Fairfax, que foi a primeira coluna desse tipo lançada no mundo, em 1898. No seriado, a personagem Beatrice é retratada como uma engenhosa conselheira, trabalhando com seu colega repórter Jimmy Barton para investigar e resolver os problemas enviados por seus leitores.
O seriado, produzido pelo Whartons Studio, veiculou nos cinemas entre 7 de agosto e 13 de novembro de 1916. Em 2004, uma cópia restaurada foi lançada em DVD sob o título Letters to Beatrice.

## Produção

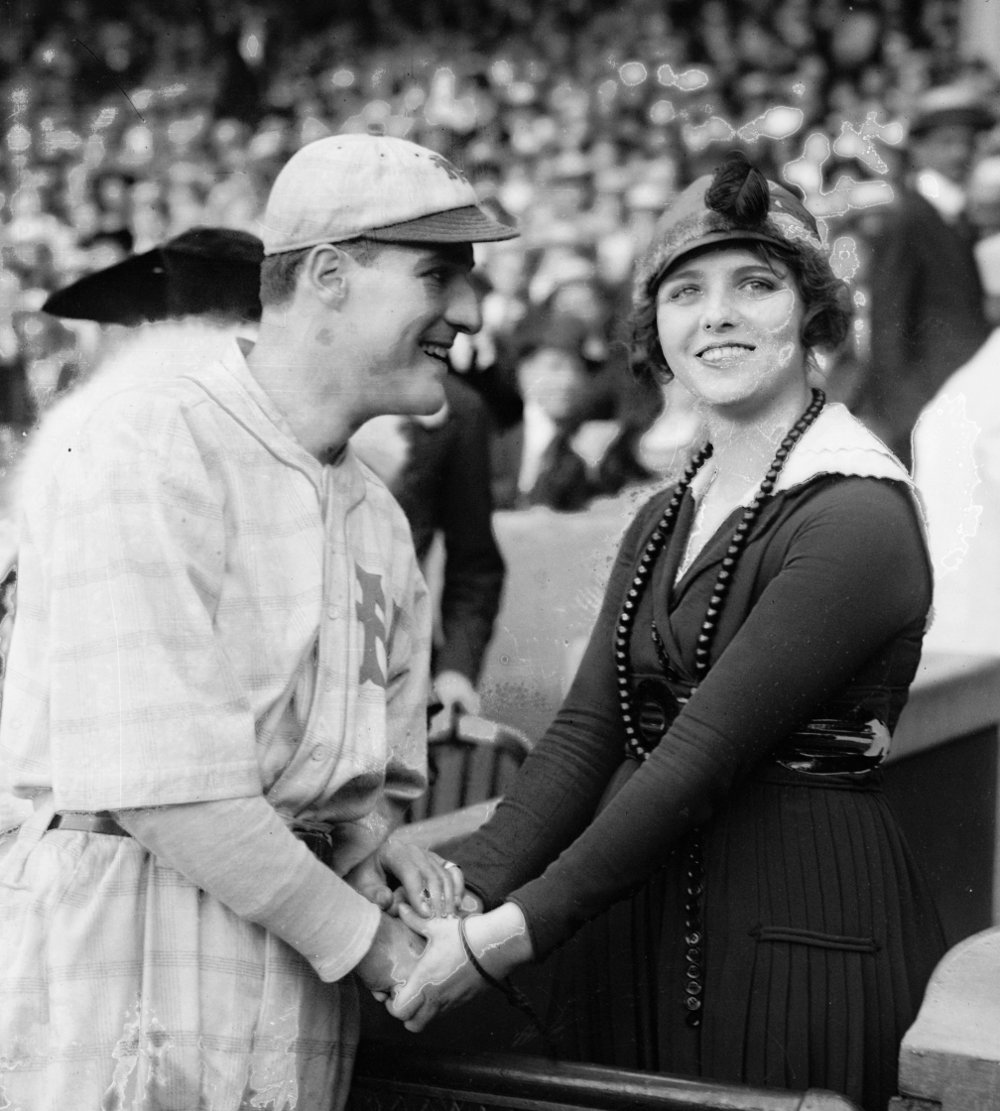
Nigel Barrie e Olive Thomas em uma cena de Beatrice Fairfax.

O seriado semanal foi um gênero popular na época, e os irmãos Wharton, produtores de cinema, tinham feito seriados tais como The Exploits of Elaine. No entanto, Beatrice Fairfax é mais precisamente uma série, pois os episódios consistem em histórias independentes, em vez de uma narrativa serial vinculada.
Os episódios foram filmados em Ithaca, New York, no The Whartons Studio. Os protagonistas foram interpretados por Grace Darling e Harry Fox, o comediante e dançarino conhecido através do foxtrot. Beatrice Fairfax marcou a estréia na tela da Ziegfeld girl e futura estrela Olive Thomas.
A coluna de conselhos Dear Beatrice Fairfax foi iniciada pelo jornalista Marie Manning em 20 de julho de 1898, e correu em jornais de propriedade de William Randolph Hearst.
Cópias de todos os filmes, exceto o primeiro, sobreviveram porque foram preservados na coleção da senhora Hearst, Marion Davies, coleção essa que eventualmente foi transferida para a Biblioteca do Congresso|Library of Congress]]. De acordo com uma fonte, Hearst não gostava dos filmes e planejava lançar Davies como Beatrice Fairfax em uma refilmagem; ele presenteou-a com eles como um exemplo de como os filmes não devem ser feitos. Os filmes foram restaurados e recoloridos de acordo com as instruções escritas sobre as cópias de nitrato. Foi lançado um DVD em 2004 (Título nos EUA = Letters to Beatrice).
O seriado veiculou no cinema entre 7 de agosto e 13 de novembro de 1916.

## Elenco
- Harry Fox: Jimmy Barton
- Grace Darling: Beatrice Fairfax
- Allan Murnane
- Nigel Barrie: Donald Jordan / Bert Kerrigan
- Bruce McRae:
- F.W. Stewart: Pete Raven
- Robin H. Townley  (creditado como Robin Townley): Homem cego
- Mae Hopkins
- Betty Howe
- Elaine Hammerstein
- Mary Cranston
- Evelyn Farris
- M.W. Rale: Shara Ali, príncipe indiano
- Olive Thomas: Rita Malone
- Bessie Wharton: Madame Laurette / Mrs. Raven / Mrs. Malon
- Warner Oland: Detetive
- Wesley Ruggles
- Yumiko Nagahara: Mimosa San
- Frances White
- Buck Connors[4]

## Capítulos

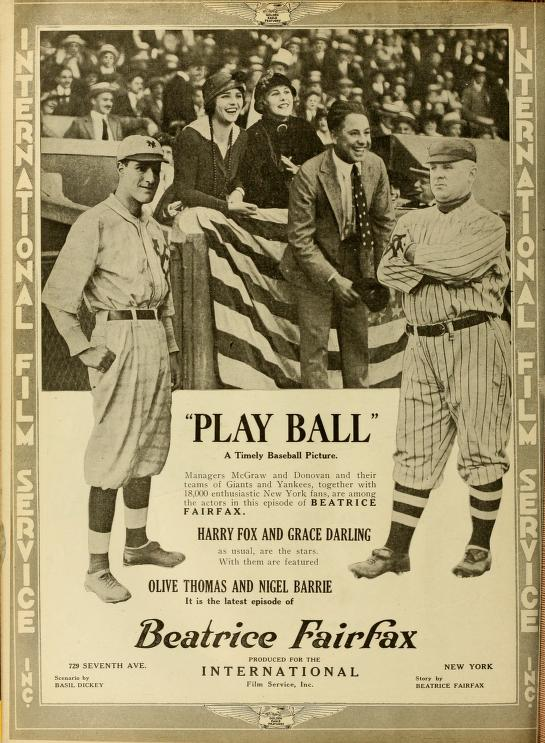
Episódio 10
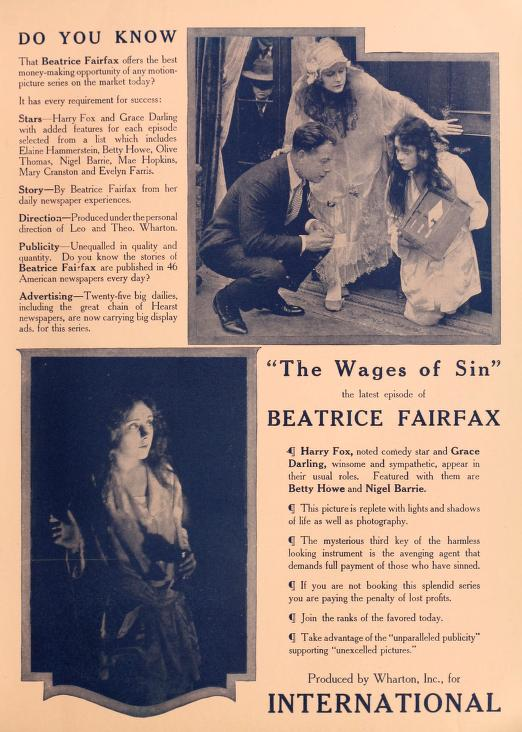
Episódio 11
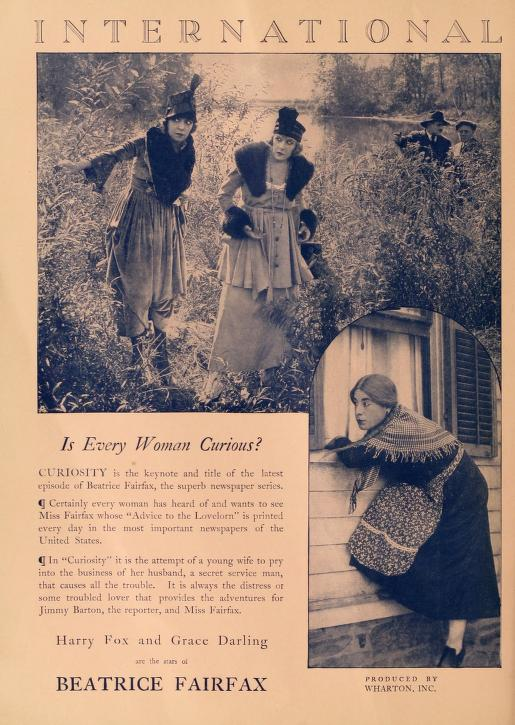
Episódio 12
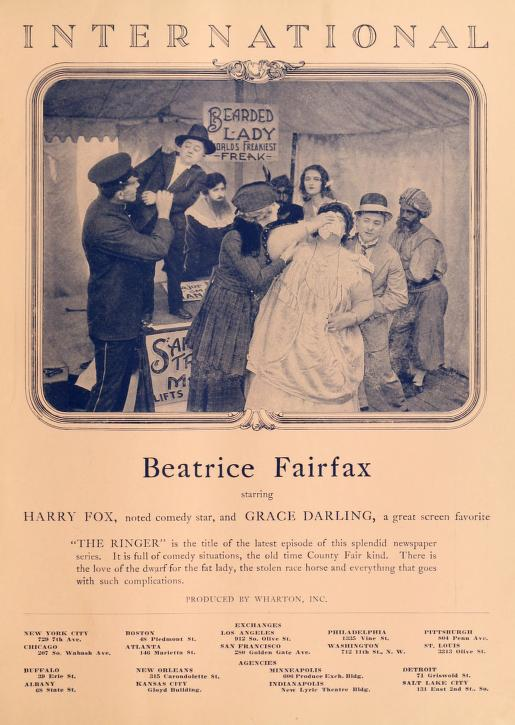
Episódio 13

1. The Missing Watchman
2. Adventures of the Jealous Wife
3. Billy's Romance
4. The Stone God
5. Mimosa San
6. The Forbidden Room
7. A Name for a Baby
8. At the Ainsley Ball
9. Outside the Law
10. Playball
11. The Wages of Sin
12. Curiosity
13. The Ringer
14. The Hidden Menace
15. Wristwatches

- Episódio 10
- Episódio 11
- Episódio 12
- Episódio 13